# Rook rifle
Rook rifle é uma designação na língua inglesa para rifles adequados para a prática do que se convencionou chamar de "rook shooting" (algo como "tiro ao corvo"), um evento do mês de maio que se tornou popular na zona rural da Inglaterra no final da era vitoriana, usado também para combater os efeitos daquela praga.
O rook rifle também chamado de "rook and rabbit rifle", é um rifle já obsoleto de pequeno calibre, de tiro único, destinado a caça de pequenos animais, particularmente o corvo ("rook").

## Projeto
O rook rifle foi projetado para ser leve o suficiente para ser carregado para uma caminhada no campo, preciso e poderoso o suficiente para abater animais de pequeno porte e geralmente elegante em equilíbrio, ajuste e acabamento. Quase sempre de tiro único, vários tipos de ação foram usadas, incluindo ações basculantes, mas o "Martini em miniatura", uma versão reduzida do Martini-Henry militar, era um dos favoritos devido à sua força e precisão.
Os primeiros rook rifle dispararam balas de 80 gr (5,2 g) no calibre 0,295 pol. (7,5 mm), embora, posteriormente, vários cartuchos tenham sido desenvolvidos para esse fim, variando em calibres de 0,22 a 0,38 pol. (5,6 a 9,7 mm) e disparando balas de 40 a 145 gr (2,6 a 9,4 g) nas velocidades usuais para cargas de pólvora negra de 1.200 a 1.500 pés/s (370 a 460 m/s).

## Histórico
A história do rook rifle se confunde com a história da sociedade no final da era vitoriana. Nesta época era comum a formação de grupos e a promoção de eventos de "rook shooting" ("tiro ao corvo"), quando membros da elite rural atacavam suas colônias em maio para abater os filhotes de corvo do topo dos olmos das propriedades.
Este esporte era especialmente popular entre as mulheres e tornou-se cada vez mais comum para elas empunhar um rifle leve em miniatura na caça de filhotes de corvo. Alimentado por esta tendência, o comércio de rook rifles floresceu e nenhuma casa de campo de armas estava completa sem um ou dois pequenos rook rifles. No entanto, já no início da Primeira Guerra Mundial, esse ciclo histórico já havia terminado.
O rook rifle original foi desenvolvido em 1883 pelos fabricantes de armas Holland & Holland como um rifle de retrocarga equivalente ao rifle de antecarga conhecido como "pea rifle" ("rifle de ervilha"). A Holland & Holland se especializou na produção de rook rifles, tendo supostamente vendido cerca de 5.000 deles no final do século XIX. A Westley Richards e a W. W. Greener também ficaram conhecidas por seus rook rifles.
Os Rook rifles foram usados extensivamente na Grã-Bretanha e em todo o Império Britânico com um grande número deles sendo exportado para muitos países da Commonwealth e territórios coloniais.
O aumento da popularidade do cartucho .22 Long Rifle no Reino Unido representou o fim do rook rifle e de seus cartuchos; devido à sua combinação de precisão, baixo ruído e economia, o .22 LR substituiu os vários cartuchos para rook rifle de fogo central no início da década de 1900. Durante o mesmo período, competições de tiro ao alvo com rifle em miniatura foram alteradas para distâncias mais curtas e eventos "indoor", novamente sendo mais adequadas para o .22 LR.
Devido à crescente escassez de cartuchos para rook rifles, muitos deles foram convertidos em espingardas de cano de alma lisa, geralmente para o cartucho .410, e muitos outros foram reduzidos diretamente para o calibre .22.

## Utilização
Conforme indicado pelo seu nome, a presa pretendida para o rook rifle, era uma 'caça de pequeno porte, incluindo corvos e coelhos.
Os corvos ("rook") tendem a viver em colônias conhecidas como "rookeries" colônias, que com o tempo crescem e se tornam uma praga nas áreas rurais. Na Grã-Bretanha rural da época, era comum a prática de abater os filhotes conhecidos como "branchers" antes que fossem capazes de voar. Esses eventos "rook shooting", além de eventos sociais, eram também uma fonte de alimento (o corvo torna-se intragável quando adulto), pois as tortas de corvo e de coelho eram consideradas iguarias.
Embora geralmente limitados à caça de pequeno porte, os cartuchos de calibre maior são capazes de caçar animais maiores, como corças, antílopes menores e animais de tamanho semelhante.

## Cartuchos
Esses são alguns dos cartuchos utilizados em Rook rifles:
- .220 Rook
- .255 Jeffery Rook
- .297/230 Morris
- .297/250 Rook
- .300 Rook
- .300 Sherwood
- .300/250 Rook
- .310 Cadet
- .310/300 Rook
- .320 Long Rifle
- .320 Extra Long Rook
- .320/230 Rook
- .360 No 5 Rook
- .360/300 Fraser
- .380 Long
- .442 Rook, Kangaroo, long